# Maureen Harding Clark
Maureen Harding Clark (* 3. Januar 1946) ist eine irische Juristin. Von 2001 bis 2003 war sie Ad-litem-Richterin am Internationalen Strafgerichtshof für das ehemalige Jugoslawien sowie von 2003 bis 2006 Richterin am Internationalen Strafgerichtshof in Den Haag. Seither gehört sie dem High Court von Irland an.

## Leben
Clark besuchte die Bukit Nanas School in Kuala Lumpur und die Muckross Park School in Dublin und studierte anschließend von 1964 bis 1965 an der Universität Lyon, an der sie ein Diplom in französischer Sprache und Kultur erlangte, sowie von 1965 bis 1968 am University College Dublin, wo sie einen Bachelor in Rechtswissenschaften erwarb. Von 1972 bis 1975 studierte sie am Trinity College Dublin irisches und europäisches Recht.
Ab 1975 arbeitete Clark als Barrister am South Eastern Circuit und seit 1991 als Senior Counsel in Dublin. Sowohl auf Seiten der Strafverteidigung als auch auf Seiten der Anklage war sie insbesondere mit Kapitalverbrechen wie Vergewaltigung, Mord, Geldwäsche und Betrug befasst. Als Senior Counsel trat sie in zahlreichen Mordprozessen für die Verteidigung sowie zehn Jahre lang für die Anklage in Mord- und Vergewaltigungsprozessen auf. Sie war Senior Counsel für die Anklage sowohl im ersten Vergewaltigungsprozess Irlands mit einem männlichen Opfer als auch im ersten Verfahren wegen einer Vergewaltigung in der Ehe und galt als eine der führenden Strafrechtlerinnen des Landes.
2001 wurde sie als Ad-litem-Richterin an den Internationalen Strafgerichtshof für das ehemalige Jugoslawien gewählt, an dem sie bis zum 11. März 2003 tätig war. Sie gehörte der ersten Verfahrenskammer an und fungierte gegenüber den Medien als Sprecherin hinsichtlich der Rolle des Strafgerichtshofs. Im März 2003 wurde sie für eine Amtszeit von neun Jahren zur Richterin am Internationalen Strafgerichtshof in Den Haag ernannt. Sie war in der Verfahrensabteilung tätig, in der sie zur Vorbereitung auf die ersten Verfahren des Gerichtshofs an der Ausarbeitung der Verfahrensordnung und der generellen Infrastruktur des Gerichtes mitwirkte.
Mit Wirkung zum 10. Dezember 2006 trat sie von ihrem Amt zurück, um an den irischen High Court zu wechseln. Im Rahmen der durch ihren Rücktritt und durch den Rücktritt der Richter Claude Jorda und Karl Hudson-Phillips im Folgejahr erforderlich gewordenen Nachwahl wurden Daniel David Ntanda Nsereko aus Uganda, Fumiko Saiga aus Japan und Bruno Cotte aus Frankreich an den Gerichtshof gewählt.

## Publikationen (Auswahl)
- The Lourdes Hospital Inquiry: An Inquiry into Peripartum Hysterectomy at Our Lady of Lourdes Hospital, Drogheda: Report of Judge Maureen Harding Clark. Stationery Office, Dublin 2006, ISBN 0-7557-7399-3.